# Бок (пиво)
Бок (нім. Bockbier), також відоме як Штарк (нім. Starkbier) — загальноприйнята у Німеччині назва лагерів підвищеної густини (понад 16 %) з високим вмістом алкоголю (понад 6,3 %). Також розглядається як окремий сорт пива низового бродіння. Як пивний сорт походить з Німеччини, однак здобув досить широкого розповсюдження серед виробників пива в інших країнах Західної Європи, а також у Північній Америці.
Має декілька різновидів, таких як майбок, доппельбок та айсбок, що нерідко розглядаються як окремі пивні стилі.
У східній Європі пиво має назву «козляк» (пол. Koźlak), що є майже буквальним перекладом німецької назви (нім. Bock = «козел»).

## Історія

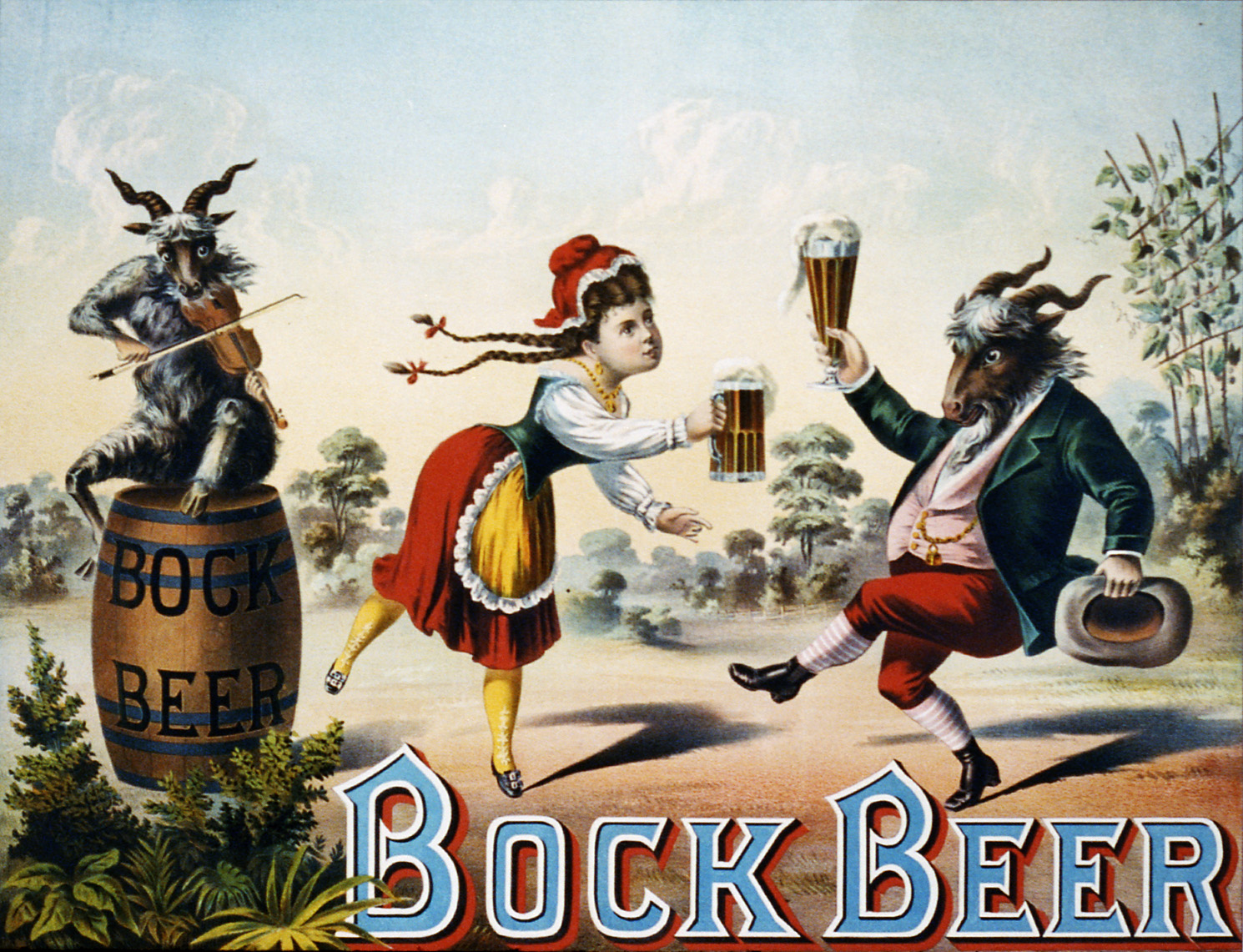
Рекламний плакат бока, виданий 1882 року у США.

Прийнято вважати, що бок виник у XIV сторіччі у ганзійському місті Айнбеку. Місцева броварня була зацікавлена у розширенні географії збуту своєї продукції і з цією метою почала випуск насиченого міцного пива, яке, завдяки підвищеному вмісту алкоголю, довше зберігало свіжість і було придатним для тривалого транспортування. Таке пиво отримало значну популярність на території Баварії, де через специфіку південнонімецької вимови назва міста, в якому воно вироблялося, трансформувалася з Айнбека (нім. Einbeck) в Айнбок, що може перекладатися як «один бок» (нім. Ein Bock). Оскільки оригінальне значення слова «бок» німецькою — «козел» (нім. Bock), саме ця тварина стала символом однойменного пивного стилю, який зображується на відповідній пивній атрибутиці.
З часом основна частина виробництва боку зосередилася у Баварії, і він почав належати  до переліку традиційних баварських пивних стилів. Ще у XIX сторіччі почали з'являтися перші зразки боків, зварених за межами Німеччини. Наприкінці XX та, особливо, на початку XXI сторіччя броварні підприємства за межами країни почали активніше демонструвати зацікавленість у виробництві пива цього сорту. Наразі значна кількість броварень Західної Європи (насамперед у Нідерландах, Іспанії, Балтійських країнах) та Північної Америки (США та Канада), пропонують споживачам свої варіанти боків, які можуть суттєво відрізнятися від баварського «оригіналу», але незмінно характеризуються підвищеними щільністю та міцністю.

## Характеристика
Спочатку бок, як і решта різновидів пива, виготовлявся за технологією верхового бродіння. Згодом, з винайденням і розповсюдженням технології низового бродіння, його почали варити за цією технологією. Тож сучасний класичний бок — це напівтемний лагер, що виробляється з мюнхенського або віденського солоду з додаванням невеликих кількостей смаженого солоду для надання кольору.
Характеризується досить високою густиною (щонайменше 16 %), яка обумовлює його насичений солодовий смак. Хмільова гіркота зазвичай є від м'якої до ледь помітної.

## Різновиди

### Майбок
Майбок (нім. Maibock), також відомий як Геллес-бок (нім. Helles Bock) — сорт, що поєднує у собі характеристики традиційного бока і базового німецького світлого лагера (геллеса). Має подібні до традиційного бока високі рівні алкоголю (6,3—7,2 %) та густини, однак відрізняється світлішим забарвленням (від насиченого золотавого до світло-бурштинового), менш насиченим солодовим смаком та, зазвичай, відчутнішою хмільовою гіркотою.
Оригінальна назва різновиду пов'язана з тим, що традиційним періодом його виробництва вважався травень (нім. Mai).

### Доппельбок
Доппельбок (нім. Doppelbock, букв. «подвійний бок») — міцніший за традиційний бок різновид пива (вміст алкоголю від 7,0 до 10,0 %), який також характеризується більшою щільністю, яка обумовлює насиченіший смак напою.
Першим доппельбоком вважається пиво, зварене 1634 року монахами ордену мінімів на території сучасного Мюнхена. Це пиво, відоме під назвою Salvator, продовжує вироблятися пивоварною компанією Paulaner, утвореною свого часу на базі монастирської броварні. Доппельбоки багатьох сучасних виробників мають власні назви, які за аналогією з оригінальним пивом цього сорту закінчуються на -ator (Animator від Hacker-Pschorr, Celebrator від Ayinger, Optimator від Spaten тощо). Усього на території Німеччини як торговельні марки зареєстровано понад 200 назв сортів пива різних виробників, що мають закінчення -ator.

### Айсбок
Айсбок (нім. Eisbock, букв. «крижаний бок») — найміцніший різновид бока, який зазвичай містить від 9,0 до 14,0 % алкоголю. Характеризується також більшою густиною та насиченішим смаком, в якому, втім, нерідко відчувається присмак алкоголю. Назва сорту пов'язана з виморожуванням частини води, що міститься у пиві, яке є частиною технологічного процесу виробництва айсбока. За традиційною технологією його виробництва він отримується частковим заморожуванням й без того міцного доппельбока, після чого кригу, що утворилася, видаляють. При цьому така крига складається практично виключно з води, тож напій, що залишається після такої маніпуляції, стає більш насиченим, концентрованим.
Айсбок вважається регіональним пивним сортом німецького району Кульмбах, хоча на сьогодні пиво цього сорту виробляється також броварнями з інших регіонів країни та деякими іноземними виробниками. У 1990-х роках на північноамериканському ринку з'явилося так зване льодове пиво, що за технологією виробництва нагадує німецький айсбок. Однак, оскільки за основу для виробництва льодового пива зазвичай беруться не міцні насичені доппельбоки, а світлі легкі лагери північноамериканського типу, воно за усіма характеристиками суттєво відрізняється від айсбока.